# 叶甫盖尼·奥涅金 (歌剧)
《叶甫盖尼·奥涅金》（俄语：Евгений Онегин，拉丁轉寫：Yevgény Onégin，作品24）是俄國作曲家柴科夫斯基所譜曲的三幕歌劇。由作曲家和康斯坦丁·西羅夫斯基（К. С. Шиловский）基於俄國著名詩人亚历山大·普希金1830年發表的同名長篇詩體小說改編而成。該劇1879年在尼古萊·魯賓斯坦指揮下首演於莫斯科小劇院（Малый театр, Москва）。
《叶甫盖尼·奥涅金》是抒情歌劇的典型作品。歌劇劇本的用詞用字十分貼近普希金的原著，保留了不少普希金的原詩，還有柴可夫斯基添加的音樂和戲劇元素。劇情講述一位自私英雄的終生抱憾：當年玩世不恭地拒絕一名少女的求愛；還有草率激怒好友，導致在決鬥中殺死對方。該劇有不少套全劇錄音，也經常在各地上演。

## 創作歷程

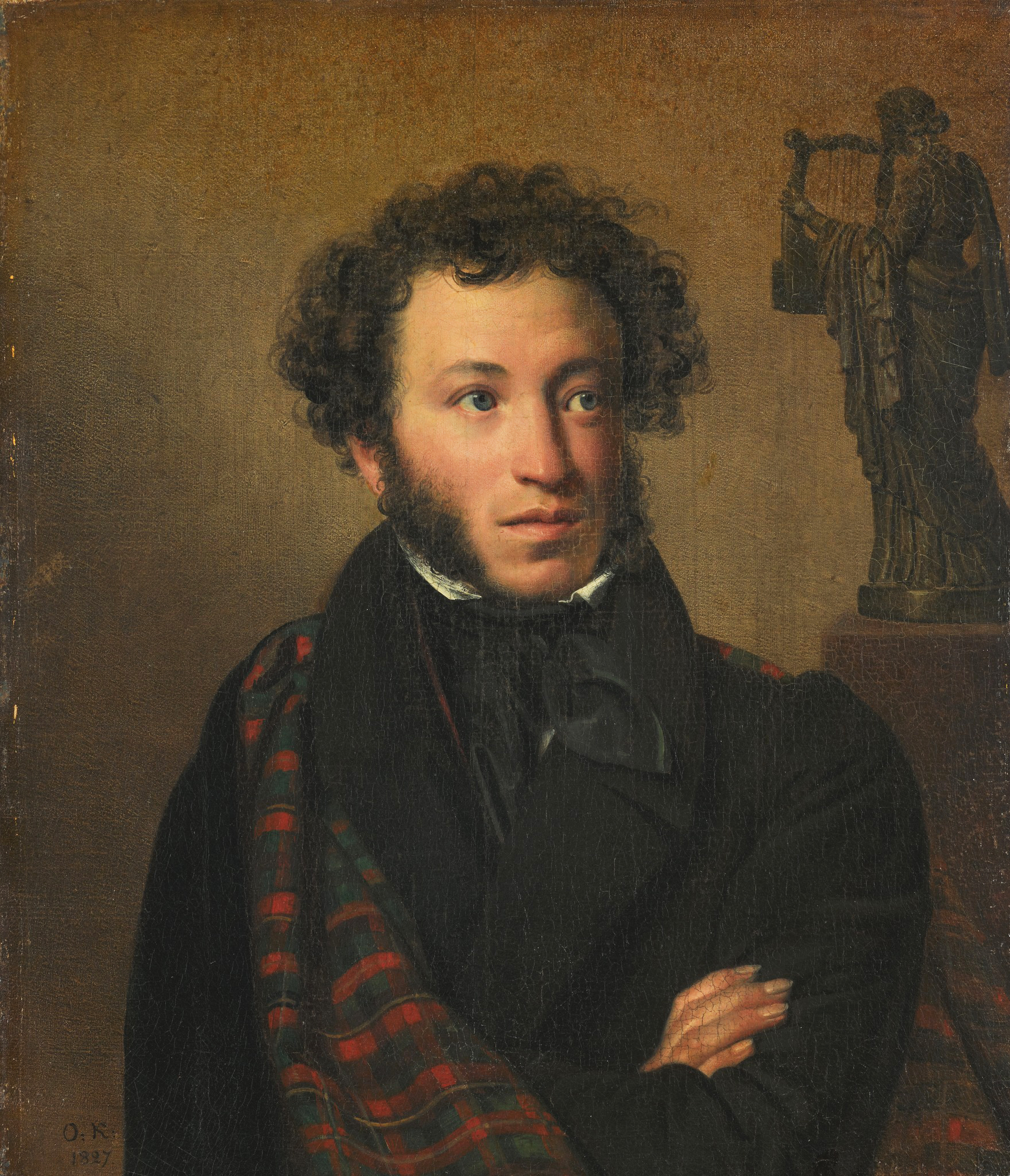
亚历山大·普希金（1799—1837）

1877年5月，莫斯科大剧院歌手伊利莎維塔·拉芙洛芙斯卡婭（Елизаве́та Андре́евна Лавро́вская）提議柴可夫斯基，基於普希金的《叶甫盖尼·奥涅金》，創作歌劇。柴氏在回憶錄中寫到，最初認為這個主意是難以實現的。但很快柴氏的創作熱情被激起，並在開始譜曲前一晚，已經規劃好劇情與場景的安排。更在同年6月底幾乎完成了全劇三分之二的創作。
但柴可夫斯基在1877年7月6日的婚禮和新婚後的風風雨雨，導致該劇創作的停滯。7月底，柴可夫斯基離開新婚妻子，赴自己妹妹在烏克蘭的莊園度假，繼續創作。此後，柴氏雖然飽受情緒困擾，但其後在瑞士和意大利遊歷期間，該劇的創作依然沒有停下來，直至1878年1月全劇的創作完成。
柴可夫斯基將該劇歸類為｢抒情場景集｣（scènes lyriques），大量運用普希金的原詩，但只挑選數個場景，交代主角的命運和感情世界。這套歌劇的劇情發展並非整體連貫，只由奥涅金人生中幾個重要場景組成。由於奥涅金的故事當時在俄國相當著名，柴可夫斯基清楚，他的觀眾能自行補充他刪去的劇情和細節。類似的處理手法見於普契尼的《波希米亞人》。

## 演出狀況
柴可夫斯基擔心這套缺乏傳統場景轉換的歌劇，能否為大眾所接受，因此他認為首演的編制越簡單越好。基於這個考慮，他把該劇的全球首演交託予莫斯科音樂學院的學生。該劇首演過後一炮而紅，1881年轉到莫斯科大劇院首演，1884年在聖彼得堡馬林斯基劇院首演。

### 首演陣容
| 角色       | 莫斯科小劇院 1879年3月29日 | 莫斯科大劇院 1881年1月23日 | 音色   |
| ---------- | -------------------------- | -------------------------- | ------ |
| 塔提亞娜   | 瑪莉亞·克里門托娃          | 耶勒娜·維爾妮              | 女高音 |
| 奧爾嘉     | 雅莉珊德拉·莉維特斯卡婭    | 雅莉珊德拉·克魯提科娃      | 女低音 |
| 連斯基     | 米哈伊尔·梅德維第耶夫      | 季米特里·烏薩托夫          | 男高音 |
| 奥涅金     | 謝爾蓋·吉列夫              | 巴維爾·豪洛夫              | 男中音 |
| 格列明親王 | 馬哈洛夫                   | 阿巴莫夫                   | 男低音 |
| －         | 莫斯科音樂學院管弦樂團     | 莫斯科大劇院管弦樂團       | 樂團   |
| －         | 尼古萊·魯賓斯坦            | 昂利可·貝維納利            | 指揮   |

### 其他重要演出
- 圣彼得堡首演
  - 1884年10月31日
  - 聖彼得堡馬林斯基劇院
- 俄羅斯境外首演
  - 1888年12月6日，布拉格
  - 柴科夫斯基親自指揮
  - 以捷克語演唱，由Marie Červinková-Riegrová翻譯
- 英國首演
  - 1892年10月17日，倫敦奧林匹克劇院，亨利·伍德指揮
  - 英語演唱，由H. S. 愛德華茲翻譯。
- 美國首演
  - 1920年3月24日，紐約大都會歌劇院，意大利演唱
- 德国首演
  - 1892年1月19日，漢堡，古斯塔夫·馬勒指揮

### 樂隊配置
- 木管樂器：短笛、2長笛、2雙簧管、2單簧管、2巴松管
- 銅管樂器：4圓號、2小號、3长号
- 敲擊樂器：定音鼓
- 弦樂器：第一小提琴、第二小提琴、中提琴、大提琴、低音大提琴、豎琴[2]

## 主要角色
| 俄語                                                               | 漢語                               | 聲域             |
| ------------------------------------------------------------------ | ---------------------------------- | ---------------- |
| Ларина, помещица                                                   | 拉琳娜夫人                         | 女中音           |
| Татьяна, ее дочь                                                   | 塔提亞娜，拉琳娜夫人之女           | 女高音           |
| Ольга, сестра Татьяны                                              | 奧爾嘉，塔提雅娜的妹妹             | 女低音           |
| Филиппьевна, няня                                                  | 菲丽普叶夫娜，保姆                 | 女中音           |
| Евгений Онегин                                                     | 叶甫盖尼·奥涅金                    | 男中音           |
| Ленский                                                            | 連斯基                             | 男高音           |
| Князь Гремин                                                       | 格列明親王                         | 男低音           |
| Ротный                                                             | 一名貴族軍官                       | 男低音           |
| Зарецкий                                                           | 萨拉茨基                           | 男低音           |
| Трике, француз                                                     | 特里盖，法國人                     | 男高音           |
| Гильо, камердинер Онегина                                          | 格羅，奥涅金的隨從                 | 無聲角色         |
| Крестьяне, крестьянки, гости на балу, помещики и помещицы, офицеры | 農民，舞會賓客，鄉間地方領主，軍官 | 合唱團，無聲角色 |

## 劇情簡介
- 時間： 1820年代
- 地點： 俄國鄉間，繼而在聖彼得堡[3]

### 第一幕
第一場景：拉琳家族莊園的花園
拉琳娜夫人和保姆閒坐在花園裡：大家能聽見夫人的兩個女兒，塔提亞娜和奧爾嘉在屋內。一隊農民在唱滑稽歌曲，講述如何對磨坊主的女兒唱情歌。塔提亞娜正在閱讀一本浪漫言情小說，但她母親告訴她，現實生活大有不同。奧爾嘉的未婚夫，年輕詩人連斯基，帶著朋友，厭世的聖彼得堡名流叶甫盖尼·奥涅金到訪。奥涅金對連斯基選擇外向的奧爾嘉，而非浪漫的塔提亞娜感到驚訝。塔提亞娜卻馬上為奥涅金所迷倒。
第二場景：塔提亞娜的睡房
塔提亞娜向保姆坦承自己陷入熱戀。獨在閨房，便在自己對奥涅金的瘋狂迷戀下，開始寫信給他(著名的｢書信場景｣)。信寫完已是天亮，塔提亞娜求保姆把信送到奥涅金處。
第三場景：拉琳家族莊園的某一部分
奥涅金來和塔提亞娜相見，答覆她的來函。奥涅金毫不留情地解釋到，自己不是一個輕易墮入愛河的人，且自以為結婚不適合自己。塔提亞娜頓時情緒崩潰，無言以對。

### 第二幕
第一場景：拉琳家的宴會廳，塔提亞娜的命名日舞會
奥涅金無法忍受當地人對他和塔提亞娜的閒言閒語，遷怒於慫恿他來舞會的連斯基，於是開始挑逗奧爾嘉，並和奧爾嘉跳舞。連斯基表現得相當嫉妒，但奧爾嘉毫不察覺。雖有拉琳家法國鄰居特利蓋先生的獻唱轉移視線，但連、奧二人的爭吵終於一發不可收拾。連斯基當眾宣布與奥涅金絕交，還要和奥涅金決鬥。奥涅金雖有眾多不安，但最終也接受挑戰。
第二場景：林間小溪畔的清晨
連斯基在等待奥涅金時，寄情於歌，擔憂自己未卜的命運和表達對奧爾嘉的愛。奥涅金抵達現場，兩人皆不想刀槍相見，但卻無勇氣阻止決鬥發生。奥涅金最終殺死了連斯基。

### 第三幕
第一場景：聖彼得堡某貴族家的舞廳，數年後
奥涅金流亡海外，反思自己空洞的人生和為連斯基之死而自責。格列明親王偕同王妃到場，而王妃正正是昔日的塔提亞娜，如今已是一位雍容高雅的貴夫人。格列明親王歌頌塔提亞娜帶給他的幸福，並介紹塔提亞娜與奥涅金。奥涅金這次反被塔提亞娜深深迷住，熱情如火地渴望重新獲得她的愛。
第二場景：格列明親王府第的會客室
塔提亞娜收到奥涅金的來信。奥涅金前來乞求她的原諒和愛。塔提亞娜質問為甚麼現在奥涅金要對她求愛，甚至懷疑奥涅金因自己的社會地位而起色心。奥涅金坦承自己的真心和熱情。塔提亞娜感動落淚，大嘆幸福本是垂手可得，但隨即命令奥涅金離開。其後塔提亞娜坦承自己依然深愛奥涅金，但要對自己丈夫保持忠貞。奥涅金再次懇求，但最後塔提亞娜離開房間，遺下絕望的奥涅金。

### 名段
第一幕
- 書信場景詠嘆調：｢讓我死去，但先……｣（Сцена письма: «Пускай погибну я, но прежде…» ，塔提雅娜）
- 奧涅金詠嘆調：｢你寫信給我……假如我喜愛家庭生活｣ («Вы мне писали, ... Когда бы жизнь домашним кругом» ，奧涅金)

第二幕
- 圓舞曲
- 連斯基詠嘆調：｢青春的黃金歲月，你到哪裡去了？｣ （«Куда, куда вы удалились, весны моей златые дни» ，連斯基）

第三幕
- 波蘭舞曲
- 詠嘆調：｢愛情無分老幼｣ （«Любви все возрасты покорны» ，格列明親王）
- 終曲場景：二重唱（塔提雅娜、奥涅金）

## 曲式結構
序曲 
第一幕
No.1 － 二重唱和四重唱
No.2 － 合唱和農民之舞
No.3 － 場景和奧爾嘉的咏叙调
No.4 － 場景
No.5 － 場景與四重唱
No.6 － 場景
No.6a － 連斯基咏叙调
No.7 － 終曲場景
No.8 － 間奏曲和保姆場景
No.9 － 書信場景
No.10 － 場景和二重唱
No.11 － 少女合唱
No.12 － 場景
No.12a － 奥涅金的詠嘆調
第二幕
No.13 － 間奏曲和圓舞曲
No.14 － 場景和特里蓋的對句曲
No.15 － 馬祖卡和場景
No.16 － 終曲
No.17 － 場景
No.17a － 連斯基的詠嘆調
No.18 － 決鬥場景
第三幕
No.19 － 波蘭舞曲
No.20 － 場景和蘇格蘭舞曲
No.20a － 格列明親王的詠嘆調
No.21 － 場景
No.21a － 奥涅金的咏叙调
No.22 － 終曲場景